# Шуто Оризари (община)
Шуто Оризари (на македонска литературна норма: Шуто Оризари) е една от 10-те общини на столицата Скопие на Северна Македония. Намира се в северната част на града, между общините Чаир и Чучер. Общината заема 7,48 km2, от които застроената площ е 135 хектара. Община Шуто Оризари е съставена от кварталите Шуто Оризари и Долно Оризари и село Горно Оризари.
Магистралният път „Шуто Оризари“ свързва общината с централните части на Скопие.
Интересното за община Шуто Оризари е, че тя е единствената община в Северна Македония, чието население е предимно циганско и съответно има кмет от цигански произход.

## Население
Според официални статистически данни от 2002 година в община Шуто Оризари живеят 18 907 жители. Населението има следната етническа структура:
| Етническа принадлежност | Брой   | Процент |
| северномакедонци        | 1200   | 7,1%    |
| албанци                 | 2012   | 11,9%   |
| турци                   | 68     | 0,4%    |
| роми                    | 15 373 | 79,1%   |
| власи                   | 0      | 0,00%   |
| сърби                   | 51     | 0,3%    |
| бошняци                 | 0      | 0,00%   |
| други                   | 203    | 1,3%    |

Според неофициални данни в общината живеят 29 313 души. Разликата с официалните данни идва от факта, че след Косовската криза на територията на общината живеят около 3 хиляди косовски цигани, имащи статут на временно пребиваващи.

## История
Шуто Оризари започва да се разраства след катастрофалното земетресение от 1963 година. След възстановяването на Скопие и околностите му на мястото на днешния квартал започва да се заселва предимно циганско население. Тогава това е една от покрайнините на днешно Скопие. Постепенно оформящото се селище започва да придобива облик на урбанизиран крайградски квартал. Поетапно развиващият се квартал се сдобива със свои административни и културни институции. През 1996 година Шуто Оризари заедно с двете села около него – Горно и Долно Оризари, образуват самостоятелна административна единица – община Шуто Оризари.

## Култура
В общината има културен дом, няколко театрални и фолклорни дружества – Ансамбъл „Пралипе“ и Театър „Рома“, които имат културно-образователна насоченост и популярзират циганския бит и култура.

## Икономика
Община Шуто Оризари се намира в най-неиндустриализираната част на Скопие. На нейна територия няма нито един значителен индустриален обект или завод, което е причина за голямата безработица в общината. Тук са и едни от най-тежките социално-икономически проблеми в Скопската община. Населението се препитава предимно с търговия или търси поминъка си в другите части на македонската столица.